# Jingle Bells
„Jingle Bells“ je světově jednou z nejznámějších a nejzpívanějších amerických písní. Složil ji skladatel James Lord Pierpont (1822–1893) a vydal ji pod názvem „The One Horse Open Sleigh“ v září 1857. Podle tvrzení byla původně napsána pro zpěv v nedělním školním sboru na Den díkůvzdání nebo jako pijácká píseň a neměla žádnou souvislost s Vánocemi. V 60. a 70. letech 19. století však začala být spojována se zimní a vánoční hudbou a v 80. letech 19. století se objevila v různých sborech společenských písní a vysokoškolských antologiích. Poprvé byla nahrána v roce 1889 na fonograf společnosti Edison. Tato nahrávka, považovaná za první vánoční nahrávku, byla ztracena, ale dochovala se nahrávka z roku 1898, rovněž od společnosti Edison Records.

## Historie

### Skladba

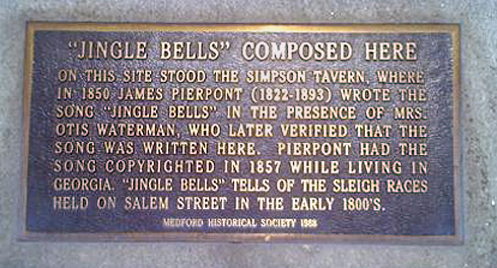
Pamětní deska na ulici High Street 19 v Medfordu, Massachusetts

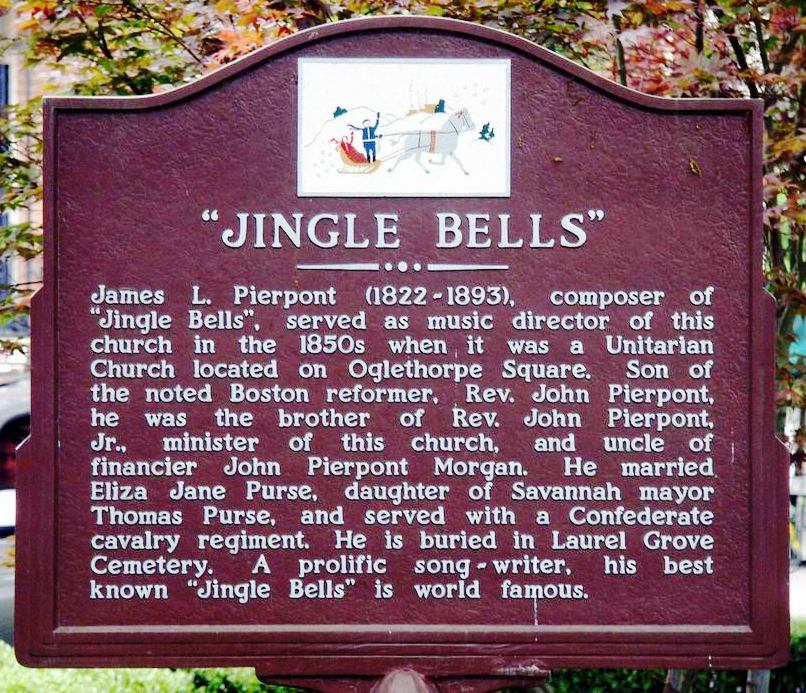
Historický památník ve městě Savannah, Georgie

James Lord Pierpont, strýc JP Morgana, složil v roce 1857 píseň „One Horse Open Sleigh“ s tvrzením, že se jedná o pijáckou píseň (vždy se hrála v černé tváři). Vánoční písní se stala až několik desetiletí později, kdy byla poprvé zahrána na Washington Street. Pierpont, stoupenec Konfederace, píseň věnoval Johnu Ordwayovi, organizátorovi minstrelské skupiny s černou tváří nazvané Ordway's Aeolians. Navíc v roce 1857 byli někteří otroci nuceni nosit „rolničky“, aby je odradily od útěku za svobodou.
Otázkou však zůstává, kdy a kde Pierpont původně složil píseň, která se stala známou pod názvem „Jingle Bells“. Pamětní deska na ulici High Street 19 uprostřed náměstí Medford Square ve městě Medford ve státě Massachusetts připomíná místo zrodu a tvrdí, že Pierpont píseň napsal v roce 1850 v tehdejší hospodě Simpson Tavern. Předchozí vyprávění o místní historii tvrdí, že píseň byla inspirována oblíbenými městskými závody saní v 19. století.
Píseň byla původně zabezpečena autorskými právy pod názvem „The One Horse Open Sleigh“ dne 16. září 1857. Byla věnována Johnu P. Ordwayovi, Esq. Autorství písně bylo uvedeno následovně: „Song and Chorus written and composed by J. Pierpont“.
Píseň byla znovu vydána v roce 1859 společností Oliver Ditson and Company, 277 Washington Street, Boston, s novým názvem „Jingle Bells; or, The One Horse Open Sleigh“. Na notovém obalu se kolem názvu vyskytovala kresba zvonků na saních. Zvonky na saních byly připevněny přes koně, aby vydávaly zvuk „jingle, jangle“.
Píseň poprvé zazněla 15. září 1857 v Ordway Hall v Bostonu, kde ji zahrál černošský minstrel Johnny Pell.
Píseň byla tehdy populárním stylem či žánrem „sleighing songs“. Pierpontův text se nápadně podobá veršům z mnoha jiných tehdy populárních sáňkařských písní; badatelka Kyna Hamillová tvrdila, že to spolu s jeho neustálou potřebou peněz vedlo Pierponta ke složení a vydání výhradně jako finanční podnik: „Všechno v té písni je vychrlené a okopírované od jiných lidí a veršů z jiných písní – není v ní nic originálního.“
V době, kdy byla píseň vydána a zabezpečena autorskými právy, se Pierpont přestěhoval do města Savannah ve státě Georgie, aby zde působil jako varhaník a hudební ředitel tamního unitářského univerzalistického kostela, kde jako farář sloužil jeho bratr, reverend John Pierpont Jr. V srpnu 1857 se Pierpont oženil s Elizou Jane Purseovou, dcerou starosty města. Pierpont zůstal ve městě Savannah a nikdy se nevrátil zpět na sever.
Dvojsmysl „upsot“ byl považován za humorný a jízda na saních poskytovala dvojici bez doprovodu vzácnou příležitost být spolu, bez dozoru, ve vzdálených lesích nebo polích, se všemi příležitostmi, které se naskytly. Výraz „rozrušení“ („upset“), který Pierpont přenesl na slovo „upsot“, se stalo vrcholnou složkou výletu na saních v rámci vyprávění.

### Nahrávky a představení
Skladba Jamese Lorda Pierponta „Jingle Bells“ z roku 1857 se stala jednou z nejhranějších a nejznámějších světských svátečních písní nejen ve Spojených státech, ale po celém světě. Za tento úspěch byl James Lord Pierpont zvolen do Songwriters Hall of Fame.
„Jingle Bells“ poprvé nahrál Will Lyle 30. října 1889 na fonograf společnosti Edison, ale není známa žádná dochovaná kopie. Nejstarší dochovanou nahrávku pořídil Edison Male Quartette v roce 1898, rovněž na fonograf společnosti Edison, jako součást vánočního medley s názvem „Sleigh Ride Party“. V roce 1902 nahrál „Jingle Bells“ Hayden Quartet. Píseň se stala oblíbenou vánoční písní na počátku dvacátého století.
V roce 1943 nahráli Bing Crosby a The Andrews Sisters píseň „Jingle Bells“ pod názvem Decca 23281, která se dostala na 19. místo hitparády a bylo prodáno přes milion kopií. V roce 1941 obsadili Glenn Miller a His Orchestra s Texem Benekem, Marion Huttonovou, Erniem Caceresem a Modernaires na vokálech 5. místo s písní „Jingle Bells“ na RCA Victor, University 11353. V roce 1935 se Benny Goodman a His Orchestra s nahrávkou „Jingle Bells“ dostali na 18. místo hitparády. V roce 1951 obsadil Les Paul 10. místo s vícehlasou verzí na kytaru. V roce 2001 vyšla verze skupiny House of Mouse, kterou nazpívali Wayne Allwine, Russi Taylorová a Bill Farmer. V roce 2006 obsadila Kimberley Locke s nahrávkou této písně 1. místo v žebříčku Billboard Adult Contemporary.

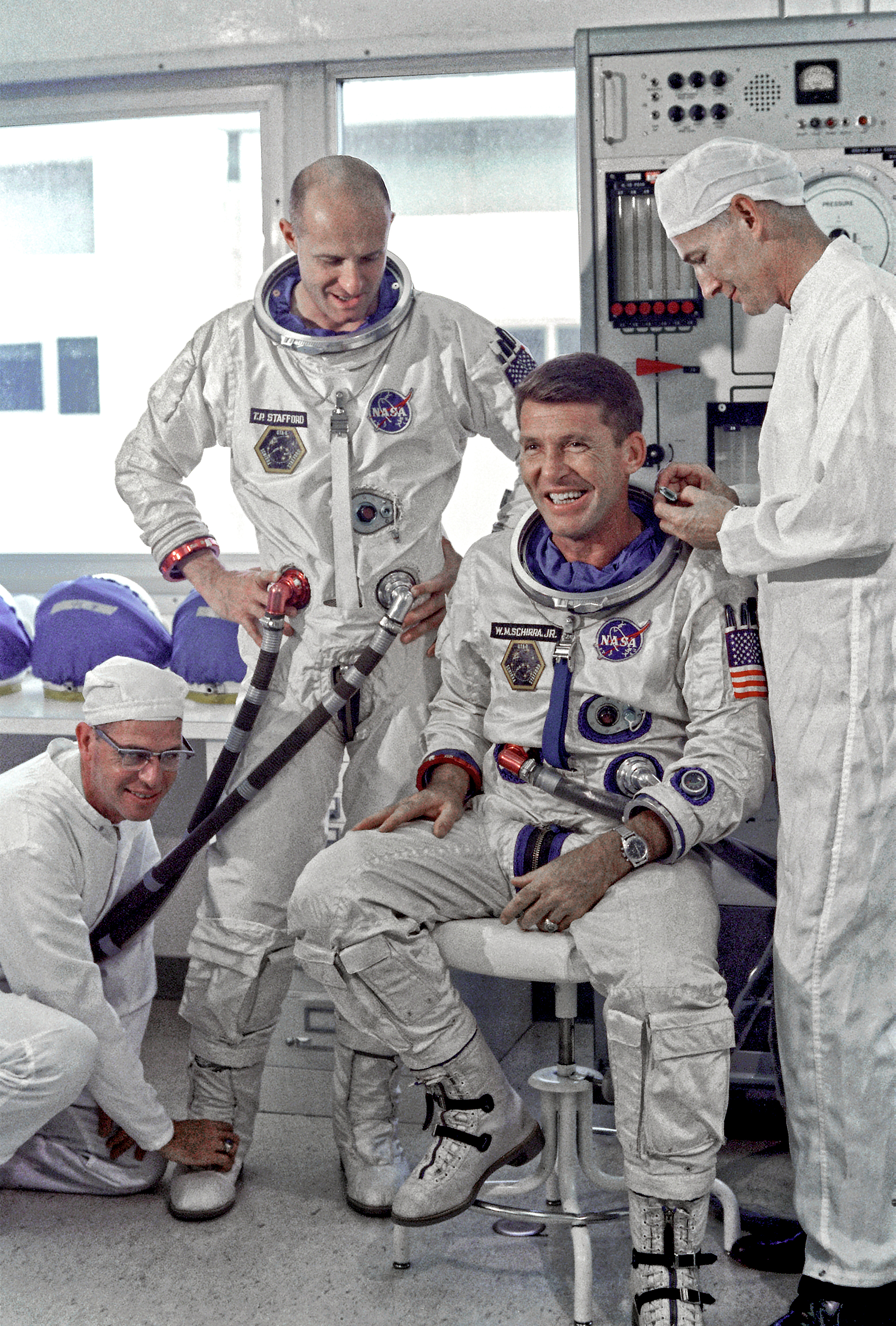
Wally Schirra and Thomas Stafford z posádky Gemini 6A (1965)

### První píseň ve vesmíru
„Jingle Bells“ byla jednou z prvních písní vysílaných z vesmíru v rámci vánočního žertu astronautů Gemini 6A Thomase Stafforda a Wallyho Schirry. Během pobytu ve vesmíru, dne 16. prosince 1965, poslali tuto zprávu do řídicího střediska mise:

C6: Gemini VII, this is Gemini VI. We have an object, looks like a satellite going from north to south, probably in a polar orbit. He's in a very low trajectory traveling from north to south and has a very high climbing ratio. It looks like it might even be a ... Very low. Looks like he might be going to reenter soon. Stand by one … You might just let me try to pick up that thing. (Music – Jingle Bells – from Spacecraft VI) P7: We got the too, VI. C6: That was live, VII, not tape. CC: You're too much, VI.
Překlad:
C6: Gemini VII, toto je Gemini 6A. Máme tu objekt, který vypadá jako družice letící ze severu na jih, pravděpodobně na polární dráze. Je na velmi nízké trajektorii, cestuje ze severu na jih a má velmi vysoký poměr stoupání. Vypadá to, že by to dokonce mohl být … Velmi nízko. Vypadá to, že se možná brzy vrátí do atmosféry. Připravte se na jeden … Mohl bys mě nechat, abych se pokusil tu věc zvednout. (Hudba – Jingle Bells – z vesmírné lodi 6A) P7: Máme to taky, VI. C6: To bylo živě, VII, ne ze záznamu. CC: Jsi moc velká, 6A.

Astronauti pak vyrobili pašovanou harmoniku a sáňkařské zvonky. S Wally Schirrou hrajícím na harmoniku a Thomasem Staffordem hrajícím na zvonky, odvysílali skladbu „Jingle Bells“. Harmonika, kterou po návratu ukázali novinářům, byla Hohner „Little Lady“, malá harmonika dlouhá přibližně jeden palec (2,5 cm) a široká 3/8 palce (1 cm).

## Text
Hudební historik James Fuld poznamenává, že „slovo jingle v názvu a úvodní větě je zřejmě v rozkazovacím způsobu.“ V zimě, v dobách před automobilismem, bylo v Nové Anglii běžné zdobit koňské postroje řemeny se zvonky, aby se předešlo srážkám na slepých křižovatkách, protože sáně tažené koňmi na sněhu nevydávají téměř žádný hluk. Rytmus melodie napodobuje rytmus klusajících koňských zvonků. Pojmem „rolničky“ se však běžně nazývá určitý druh zvonků.
Jingle Bells
Dashing through the snow

In a one-horse open sleigh

O'er the fields we go

Laughing all the way

Bells on bob tail ring

Making spirits bright

What fun it is to ride and sing

A sleighing song tonight! Oh! 

Jingle bells, jingle bells,

Jingle all the way.

Oh! what fun it is to ride

In a one-horse open sleigh. Hey! 

Jingle bells, jingle bells,

Jingle all the way;

Oh! what fun it is to ride

In a one-horse open sleigh.
Přestože jsou méně známé než ty úvodní, zbývající verše popisují rychlou zábavu mladých lidí. Ve druhé sloce se vypravěč sveze s dívkou a ztratí kontrolu nad saněmi:
A day or two ago

I thought I'd take a ride

And soon, Miss Fanny Bright

Was seated by my side,

The horse was lean and lank

Misfortune seemed his lot

He got into a drifted bank

And then we got upsot.

|: refrén :|
V dalším verši (který se často vynechává) vypadne ze saní a soupeř se mu vysměje:
A day or two ago,

The story I must tell

I went out on the snow,

And on my back I fell;

A gent was riding by

In a one-horse open sleigh,

He laughed as there I sprawling lie,

But quickly drove away. Ah! 

|: refrén :|
V posledním verši, poté co vypráví o svých zkušenostech, radí svému příteli, aby sbalil několik dívek, našel si rychlejšího koně a vyrazil plnou rychlostí:
Now the ground is white

Go it while you're young,

Take the girls tonight

and sing this sleighing song;

Just get a bobtailed bay

Two forty as his speed

Hitch him to an open sleigh

And crack! you'll take the lead.

|: refrén :|
Poznámky k textu
1. ↑  „Upsot“ je žertovná varianta slova „upset“.
2. ↑  Dvěstěčtyřicítka znamená uběhnutí míle za dvě minuty a čtyřicet sekund v klusu, tedy 22,5 míle za hodinu (36,2 km/h). To je dobrá rychlost a naznačuje, že žádaným koněm té doby byl typ později známý jako americký klusák.

### Původní text
První dvě strofy a refrén původního textu z roku 1857 se mírně lišily od těch, které známe dnes. Kdo však slova nahradil, a vytvořil tak moderní verzi, není známo. V následujícím textu písně byla podtržená slova odstraněna, tučně jsou vyznačeny nové texty.
Dashing thro' the snow,

In a one-horse open sleigh,

O'er the hills (fields) we go,

Laughing all the way;

Bells on bob tail ring,

Making spirits bright,

Oh what sport (What fun it is) to ride and sing

A sleighing song tonight.

|: refrén :|

Jingle bells, jingle bells,

Jingle all the way;

Oh! what joy (fun) it is to ride

In a one-horse open sleigh.

A day or two ago

I tho't I'd take a ride

And soon Miss Fannie Bright

Was seated by my side.

The horse was lean and lank

Misfortune seemed his lot

He got into a drifted bank

And we— (then) we got upsot.

## Melodie
Původní verze písně z roku 1857 měla podstatně odlišný refrén. Postup klesajících akordů v původním refrénu (A♭-E♭/G-Fm-C-D♭-A♭/E♭-E♭7-A♭; v římské číselné analýze I–V6–vi–V/vi–IV–I6
4–V7–I) se do jisté míry podobá Pachelbelovu kánonu. Na druhou stranu mají verše v moderním provedení většinou stejnou melodii (s drobnými úpravami) jako v roce 1857. Původ jednoduššího moderního refrénu není znám, ale přinejmenším pochází z roku 1898, kdy byla prostřednictvím společnosti Edison Records vydána nejstarší dochovaná fonografová nahrávka písně.
Melodie se používá ve francouzských a německých písních, avšak jejich text nesouvisí s tím anglickým. Obě písně oslavují zimní radovánky, stejně jako v anglické verzi. Francouzskou píseň s názvem „Vive le vent“ („Ať žije vítr“) napsal Francis Blanche a obsahuje odkazy na Otce času, Dětský nový rok a Nový rok. Existuje několik německých verzí písně, včetně „Ein kleiner weißer Schneemann“ od Roye Blacka.

## Odkaz v populární kultuře
Stejně jako mnoho jiných jednoduchých a oblíbených melodií je i „Jingle Bells“ často předmětem parodií. „Jingle Bells, Batman Smells“ je známou parodií již od poloviny 60. let 20. století s mnoha variantami textu. Bart Simpson zpívá tuto verzi v seriálu Simpsonovi, poprvé v epizodě „Vánoce u Simpsonových“ (v USA dne 17. prosince 1989).
Parodie nebo novinkové verze nahrálo mnoho umělců a patří mezi ně „Yingle Bells“ Yogiho Yorgessona, „Rusty Chevrolet“ od Da Yoopers, „Aussie Jingle Bells“ od Bucka a Champs, „Jingle Bell Drag“ od The Three Stooges a „Jingle Bombs“ od Jeffa Dunhama, která zazněla v jeho skeči „Achmed the Dead Terrorist“. Další oblíbenou parodií na tuto píseň je „Pumpkin Bells“, „Pumpkin Carol“, která oslavuje Halloween, a „Great Pumpkin“. Vznikla v knize The Peanuts Book of Pumpkin Carols, brožuře založené na komiksu Peanuts a vydané společností Hallmark Cards v 60. letech 20. století.
Australská píseň „Aussie Jingle Bells“, kterou napsal Colin Buchanan, převádí myšlenku původní písně na letní Vánoce jižní polokoule:

Aussie Jingle Bells

Hudební notace refrénu „Jingle Bells“ náhled|Přehrát

Dashing through the bush, in a rusty Holden ute,

Kicking up the dust, esky in the boot,

Kelpie by my side, singing Christmas songs,

It's Summer time and I am in my singlet, shorts and thongs

Oh! Jingle bells, jingle bells, jingle all the way,

Christmas in Australia on a scorching summers day, Hey!

Jingle bells, jingle bells, Christmas time is beaut!,

Oh what fun it is to ride in a rusty Holden ute.
Další verše doplňují podrobnosti o tom, co se stane, když ute přijede na rodinné Vánoce.
„Jingle Bell Rock“ od Bobbyho Helmse je poctou písni "Jingle Bells", přímo odkazuje na text původní písně, ale s jinou melodií. Píseň „Jingle Bell Rock“, kterou Helms původně nahrál a vydal ve stylu rockabilly, se stala vánočním standardem.
První tóny refrénu se staly motivem, který byl vložen do nahrávek dalších vánočních písní, zejména na začátek a konec písně Binga Crosbyho „It's Beginning to Look a Lot Like Christmas“; na konec písně kytarové pasáže Nat King Colea „The Christmas Song“; a Clarence Clemons předvedl saxofonové sólo uprostřed písně Bruce Springsteena „Merry Christmas Baby“. Na konci verze Springsteenovy písně „Santa Claus Is Comin' to Town“ je také slyšet klavír, který hraje tyto tóny. Pomalá verze úvodního sboru tvoří závěr písně Stana Freberga „Green Chri$tma$“ z roku 1957, proložená zvuky pokladny. Mariah Carey využije část melodie ve své písni „When Christmas Comes“. Píseň Joni Mitchellové „River“ z roku 1971 začíná melancholickou verzí refrénu na klavír. V roce 2010 izraelská satirická webová stránka Latma vytvořila parodii s názvem „Zvony džihádu“, kde palestinský „ministr nekontrolovatelného vzteku“ popisuje pronásledování křesťanů v muslimském světě.

## Certifikace

### Verze Franka Sinatry
| Region                                                       | Certifikace | Certifikované jednotky/prodej |
| ------------------------------------------------------------ | ----------- | ----------------------------- |
| Spojené království (BPI)                                     | Stříbro     | 200 tisíc‡                    |
| ‡Údaje o prodeji + streamování pouze na základě certifikace. |             |                               |

### Verze Michaela Bublého a Puppini Sisters
| Region                                                       | Certifikace | Certifikované jednotky/prodej |
| ------------------------------------------------------------ | ----------- | ----------------------------- |
| Itálie (FIMI)                                                | Platinum    | 70 tisíc‡                     |
| Spojené království (BPI)                                     | Stříbro     | 200 tisíc‡                    |
| ‡Údaje o prodeji + streamování pouze na základě certifikace. |             |                               |